# Inostemma simillimum
Inostemma simillimum är en stekelart som beskrevs av William Harris Ashmead 1894. Inostemma simillimum ingår i släktet Inostemma och familjen gallmyggesteklar. Inga underarter finns listade i Catalogue of Life.